# Längdskidåkning vid olympiska vinterspelen 1992
Längdskidåkning vid olympiska vinterspelen 1992 i Albertville, Frankrike.

## Medaljörer

### Herrar
| Gren                                | Guld                                                           | Guld      | Silver                                                                | Silver    | Brons                                                              | Brons     |
| 10 km klassiskt Detaljer...         | Vegard Ulvang Norge                                            | 27:36,0   | Marco Albarello Italien                                               | 27:55,2   | Christer Majbäck Sverige                                           | 27:56,4   |
| 15 km fristil jaktstart Detaljer... | Bjørn Dæhlie Norge                                             | 1:05:37,9 | Vegard Ulvang Norge                                                   | 1:06:31,3 | Giorgio Vanzetta Italien                                           | 1:06:32,3 |
| 30 km klassiskt Detaljer...         | Vegard Ulvang Norge                                            | 1:22:27,8 | Bjørn Dæhlie Norge                                                    | 1:23:14,0 | Terje Langli Norge                                                 | 1:23:42,5 |
| 50 km fristil Detaljer...           | Bjørn Dæhlie Norge                                             | 2:03:41,5 | Maurilio De Zolt Italien                                              | 2:04:39,1 | Giorgio Vanzetta Italien                                           | 2:06:42,1 |
| 4 x 10 km stafett Detaljer...       | Norge Terje Langli Vegard Ulvang Kristen Skjeldal Bjørn Dæhlie | 1:39:26,0 | Italien Giuseppe Pulie Marco Albarello Giorgio Vanzetta Silvio Fauner | 1:40:52,7 | Finland Mika Kuusisto Harri Kirvesniemi Jari Räsänen Jari Isometsä | 1:41:22,9 |

### Damer
| Gren                                | Guld                                                             | Guld      | Silver                                                                   | Silver    | Brons                                                                      | Brons     |
| 5 km klassiskt Detaljer...          | Marjut Lukkarinen (FIN)                                          | 14:13,8   | Ljubov Jegorova (EUN)                                                    | 14:14,7   | Jelena Välbe (EUN)                                                         | 14:22,7   |
| 10 km fristil jaktstart Detaljer... | Ljubov Jegorova (EUN)                                            | 40:08,4   | Stefania Belmondo (ITA)                                                  | 40:44,7   | Jelena Välbe (EUN)                                                         | 40:52,7   |
| 15 km klassiskt Detaljer...         | Ljubov Jegorova (EUN)                                            | 42:20,8   | Marjut Lukkarinen (FIN)                                                  | 43:29,9   | Jelena Välbe (EUN)                                                         | 43:42,3   |
| 30 km fristil Detaljer...           | Stefania Belmondo (ITA)                                          | 1:22:30,1 | Ljubov Jegorova (EUN)                                                    | 1:22:52,0 | Jelena Välbe (EUN)                                                         | 1:24:13,9 |
| 4 x 5 km stafett Detaljer...        | OSS Jelena Välbe Raisa Smetanina Larisa Lazutina Ljubov Jegorova | 59:34,8   | Norge Solveig Pedersen Inger Helene Nybråten Trude Dybendahl Elin Nilsen | 59:56,2   | Italien Bice Vanzetta Manuela Di Centa Gabriella Paruzzi Stefania Belmondo | 1:00:25,9 |

## Medaljtabell
| Pl. | Nation  | Guld | Silver | Brons | Totalt |
| --- | ------- | ---- | ------ | ----- | ------ |
| 1   | Norge   | 5    | 3      | 1     | 9      |
| 2   | OSS     | 3    | 2      | 4     | 9      |
| 3   | Italien | 1    | 4      | 3     | 8      |
| 4   | Finland | 1    | 1      | 1     | 3      |
| 5   | Sverige | 0    | 0      | 1     | 1      |
|     | Totalt  | 10   | 10     | 10    | 30     |